# Electrocardiograma
|  | No s'ha de confondre amb Fonocardiograma. |

L'electrocardiograma (ECG, o EKG de l'alemany Elektrokardiogramm) és l'enregistrament transtoràcic de l'activitat elèctrica del cor de l'activitat elèctrica del cor a través del temps, capturada externament pels elèctrodes de la pell.
Es tracta d'un enregistrament no invasiu produït per un dispositiu anomenat electrocardiògraf. L'electrocardiografia seria la interpretació de l'electrocardiograma. L'etimologia del terme es deriva d'electro, ja que està relacionat amb l'activitat elèctrica, cardio, grec per al cor, i el grafos, una arrel grega que significa "escriure".
Els impulsos elèctrics al cor s'originen en el node sinusal i viatgen a través del sistema de conducció intrínseca al múscul del cor. Els impulsos estimulen les fibres musculars del miocardi per contraure i així induir la sístole. Les ones elèctriques es poden mesurar en els elèctrodes col·locats en punts específics en la pell. Segons la posició (dalt, baix, dreta, esquerra, davant, etc.) dels elèctrodes en relació al cor es mesura de l'activitat de diferents parts del múscul cardíac. Un ECG mostra el voltatge entre parells d'elèctrodes, i l'activitat muscular que mesura, de diferents direccions, també es pot entendre com a vectors. La pantalla (o la impressió en un paper especial) mostra el ritme global del cor i la debilitat (o bé la hipertròfia) en diferents parts del múscul del cor. És la millor manera de mesurar i diagnosticar els ritmes anormals del cor (arrítmies), sobretot els ritmes anormals causats pel dany al teixit conductor que porta els senyals elèctrics, o ritmes anormals causats pels desequilibris electrolítics. En un infart de miocardi (IM), l'ECG pot identificar si el múscul cardíac ha estat danyat en àrees específiques, encara que no es cobreixin totes les àrees del cor. L'ECG no pot mesurar de manera fiable la capacitat de bombament del cor, per això s'utilitzen els ultrasons (ecocardiografia) o proves de medicina nuclear.

## Col·locació dels elèctrodes
Deu elèctrodes s'utilitzen per a un ECG de 12 derivacions. Estan etiquetats i col·locats en el cos del pacient de la manera següent:

Col·locació correcta dels elèctrodes de les extremitats, hi ha un codi de color. Els elèctrodes de les extremitats poden ser col·locats a l'extrem de les extremitats o a prop del maluc/espatlles, però respectant la lateralitat.

Col·locació dels elèctrodes de les derivacions precordials.

| Etiqueta d'elèctrodes (als EUA) | Col·locació dels elèctrodes |
| ------------------------------- | --- |
| RA                              | En el braç dret, evitant les prominències òssies. |
| LA                              | En el mateix lloc que s'ha posat el RA, però en el braç esquerre aquest moment. |
| RL                              | A la cama dreta, evitant les prominències òssies. |
| LL                              | En el mateix lloc que s'ha posat posat RL, però a la cama esquerra aquesta vegada. |
| V1                              | En el quart espai intercostal (entre les costelles 4 i 5) a la dreta de l'estèrnum. |
| V2                              | En el quart espai intercostal (entre les costelles 4 i 5) a l'esquerra del estèrnum. |
| V3                              | Entre V2 i V4. |
| V4                              | En el cinquè espai intercostal (entre les costelles 5 i 6) en la línia mitjana clavicular (la línia imaginària que s'estén cap avall des del punt mig de la clavícula. |
| V5                              | En el mateix espai intercostal que V4, però en la línia axil·lar anterior. (La línia axil·lar anterior és la línia imaginària que va des del punt mitjà entre el centre de la clavícula i l'extrem lateral de la clavícula, l'extrem lateral de la clavícula és el final més a prop del braç). |
| V6                              | En el mateix espai intercostal que V4 i V5, en la línia axil·lar mitjana. (La línia axil·lar mitjana és la línia imaginària que s'estén cap avall des del centre de l'aixella del pacient). |

## Paper d'electrocardiografia

Paper d'ECG

Els ECG normalment s'imprimeixen en una graella. L'eix horitzontal representa el temps i l'eix vertical representa el voltatge. Els valors estàndard d'aquesta quadrícula es mostren a la imatge adjacent a 25 mm/s:

## Les ones i els intervals

Representació esquemàtica d'ECG normal

Animació d'una ona d'ECG normal.

En un ECG de localització típica, el cicle cardíac (batec) consisteix en una ona P, un complex QRS, l'ona T, i una one U, que és normalment visible en el 50 i el 75% dels ECG. El voltatge de la línia de base de l'electrocardiograma es coneix com a línia isoelèctrica. Normalment, la línia isoelèctrica es mesura com la part del traçat arran de l'ona T i que precedeix a l'ona P següent.
| Característica | Descripció | Durada         |
| -------------- | --- | -------------- |
| Ona P          | Durant la despolarització auricular normal, el vector elèctric principal és dirigit des del node SA cap al node AV, i s'estén des de l'aurícula dreta a l'aurícula esquerra. Això es converteix en l'ona P en l'ECG.                                                                                                  | 80ms           |
| Segment PR     | El segment PR connecta l'ona P i el complex QRS. Això coincideix amb la conducció elèctrica del node AV per al feix de His a les branques del feix i després a les fibres de Purkinje. Aquesta activitat elèctrica no produeix una contracció directa i és només el viatge cap al ventricle i es mostra pla en l'ECG. | De 50 a 120 ms |
| Complex QRS    | El complex QRS correspon a la despolarització dels ventricles dret i esquerre. | De 70 a 110ms  |
| Segment ST     | El segment ST connecta el complex QRS i l'ona T. | 80-120 ms      |
| Ona T          | L'ona T representa la repolarització (o recuperació) dels ventricles. L'interval des del començament del complex QRS fins l'àpex de l'ona T es coneix com el període refractari absolut. La darrera meitat de l'ona T es coneix com el període refractari relatiu (o el període vulnerable).                          | 160ms          |
| Interval PR    | L'interval PR es mesura des de l'inici de l'ona P fins al començament del complex QRS. | 120-200 ms     |
| Interval ST    | L'interval de ST es mesura des del punt J fins al final de l'ona T. | 320ms          |
| Interval QT    | L'interval QT es mesura des de l'inici del complex QRS fins al final de l'ona T. | 300 a 430ms    |
| Ona U          | L'ona U no es veu sempre. És típicament de baixa amplitud, i, per definició, segueix a l'ona T. |                |

### ECG: intervals, segments i ones (feu clic a la imatge)
|  |  |  |  |  |
|  |  |  |  |  |

## Gràfic i derivacions
En un ECG estàndard es representen 12 derivacions amb el següent ordre: I, II, III, aVR, aV6, aVF, V1, V₂, V₃, V₄, V₅ i V₆:

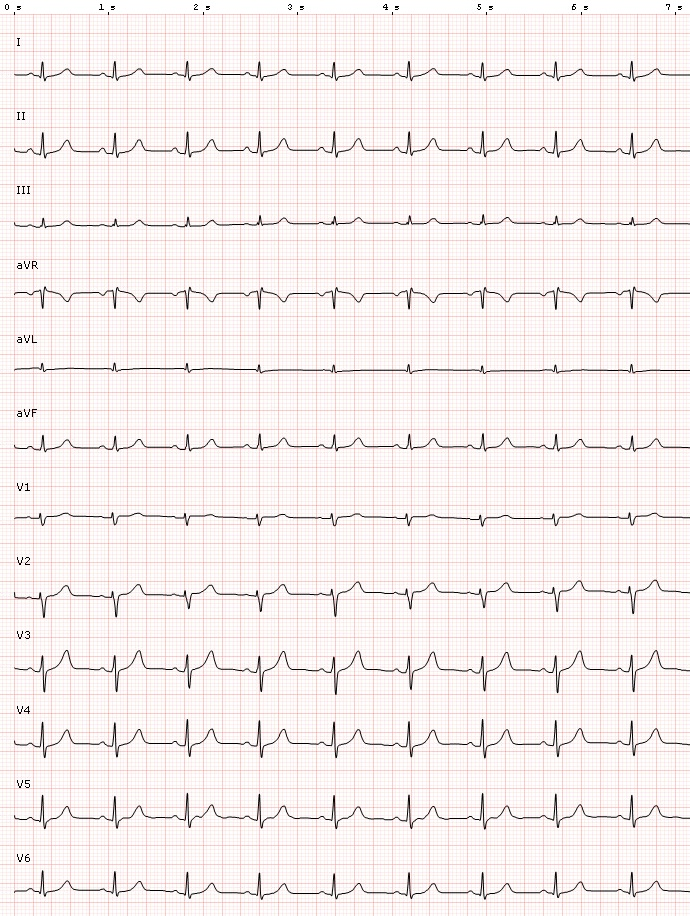
ECG normal

| Categoria | Derivacions     | Miren l'activitat elèctrica des del punt de vista de:                                |
| --------- | --------------- | ------------------------------------------------------------------------------------ |
| Inferiors | II, III i aVF   | La superfície inferior (superfície diafragmàtica del cor)                            |
| Laterals  | I, aVL, V₅ i V₆ | La paret lateral del ventricle esquerre                                              |
| Septals   | V1 i V₂         | La superfície septal del cor (septe interventricular)                                |
| Anteriors | V₃ i V₄         | La paret anterior dels ventricles dret i esquerre (superfície esternocostal del cor) |